# ルパネ
ルパネ（Lupane, Lupani）はジンバブエ共和国北マタベレランド州の町。同州の州都である。人口は2,211人（2012年国勢調査）。
主要幹線道路のA8号（ブラワヨ＝ヴィクトリアフォールズ道路、TAH 4号線指定区間）沿線にあり、市内で主要地方道のP9号（ルパネ道路）およびP10号（ルパネ＝ンカイ道路）が分岐する。ブラワヨからルパネまではA8号で172kmの距離にある。
1999年に北マタベレランド州の州都はブラワヨからルパネへ変更されたが、病院はなくインフラが欠如していることから公務員のほとんどはブラワヨに残ったままである。移転作業は資金難により20年間ほど放置されていたが、2022年6月1日に新しい州庁が完成した。年末には新たな病院が開業する予定で、インフラの整備と移転が進められている。
ルパネ国立大学のメインキャンパスが所在している。

## 気候
サバナ気候に区分されている。